# 도나 스트리클런드
도나 시어 스트리클런드(영어: Donna Theo Strickland, 1959년 5월 27일 ~ )는 캐나다의 물리학자이다. 2018년에 레이저 물리학 분야에서 획기적인 연구와 업적을 남긴 공로로 아서 애슈킨, 제라드 무루와 함께 노벨 물리학상을 수상했다.

## 경력
- 1988~1991 : 캐나다 국립연구위원회 연구원
- 1997 : 캐나다 워털루대학교 물리학과 조교수
- 2002~ : 캐나다 위털루대학교 물리천문학과 부교수
- 2011 : 미국광학회 부회장
- 2013 : 미국광학회 학회장
- 2018 : 노벨물리학상

## 업적
펄스 레이저 출력 문제 해결
레이저가 각막을 정밀하게 자르고, 두꺼운 금속을 절단하며, 다양한 목표물을 파괴할 수 있는 것은 높은 레이저 강도(Intensity) 때문이다. 폭탄은 기계적 에너지를 아주 짧은 순간에 집중시켜서 강한 폭발을 일으키는데 고강도 레이저도 마찬가지다. 가능한 한 큰 에너지로 극도로 짧은 빛 펄스를 만들어 한 펄스 동안 최대 에너지를 담아내는 게 핵심이다. 그러나 1960년대에 최초로 레이저가 발명된 후 얼마 지나지 않아 과학자들이 만들 수 있는 펄스 레이저 출력은 20년 넘게 멈춰 있었다. 이유는 단순했다. 강력한 빛 출력을 만들면 레이저 자체가 망가지기 때문이다. 이렇게 정체되어있던 펄스 레이저 출력 문제는 도나 스트리클런드 교수와 모루 교수에 의해 1985년에 이 문제를 해결되었다. 이때부터 레이저 분야에 멈추지 않는 경쟁이 시작됐다. 고강도 펄스 레이저의 최대 출력은 지속적으로 증가하고 있으며, 최근 나온 기록은 실로 놀랍다. 이제 우리는 태양 전체를 1㎥ 안에 압축시킨 것과 같은 강도로 1㎤를 밝힐 수 있다. 빛을 고강도 펄스로 집중시키는 데 쓰이는 기술이 CPA(Chirped Pulsed Amplication)다. 이는 간단히 말해 세 가지 단계로 이뤄진다. 첫 번째는 펄스 시간을 늘리고, 두 번째로 이를 증폭시키고, 세 번째로 다시 압축시켜 레이저 밖으로 내보낸다.

2018노벨물리학상 수상
2018년 노벨물리학상은 미국의 아서 아쉬킨, 프랑스의 제라드 무루, 캐나다의 도나 스트리클런드가 공동 수상하였다. 여성이 노벨물리학상을 수상하기는 55년만으로 역대 3번째 수상이다. 스웨덴 왕립과학원 노벨위원회는 스톡홀름 현지에서 레이저 물리학에서 신기원을 이룩한 공로로, 위 3명을 올해 노벨 물리학상 공동 수상자로 결정했다고 밝혔다. 노벨위원회는, 이들이 연구한 초정밀 레이저 광선이, 심지어 생물체까지 포함한 다양한 물질을 극도로 미세하게 절단하거나 구멍을 내는 것을 가능하게 했다며, 레이저광선의 정밀화가 매년 수백만의 안과 관련 수술을 가능하게 했다고 수상자들의 공로를 설명하였다. 특히 캐나다의 도나 스트리클런드는 여성으로는 역대 세번째 노벨물리학상 수상자로, 1903년 마리 퀴리, 1963년 마리아 거퍼트마이어에 이어 55년만의 여성 노벨물리학상 수상자이다. 지금까지 역대 200여명의 노벨 과학상 수상자 중 여성은 모두 18명으로 도나 스트리클런드는 역대 19번째 노벨상 과학 분야 여성 수상자이며, 전 분야에 걸쳐서는 600여명의 수상자 가운데 도나 스트리클런드를 포함해 49명이 여성이었다.

## 저서
- Strickland, Donna; Mourou, Gerard (1985). “Compression of amplified chirped optical pulses”. 《Optics Communications》 56 (3): 219–221. CiteSeerX 10.1.1.673.148. doi:10.1016/0030-4018(85)90120-8. ISSN 0030-4018.
- Maine, P.; Strickland, D.; Bado, P.; Pessot, M.; Mourou, G. (1988). “Generation of ultrahigh peak power pulses by chirped pulse amplification”. 《IEEE Journal of Quantum Electronics》 24 (2): 398–403. doi:10.1109/3.137. ISSN 0018-9197.
- Strickland, D.; Corkum, P. B. (1994). “Resistance of short pulses to self-focusing”. 《Journal of the Optical Society of America B》 11 (3): 492–497. doi:10.1364/JOSAB.11.000492.

## 같이 보기
- 위키백과에 대한 비판